# Maître de Santa Barbara a Matera
Le Maître de Santa Barbara a Matera (en italien : Maestro di Santa Barbara a Matera) est un peintre italien anonyme actif dans les Pouilles et en Basilicate au début du XVe siècle. 

## Biographie
Le Maître de Santa Barbara a Matera doit son appellation à une fresque réalisée dans l'église Santa Barbara de Matera.

## Œuvres
- Vierge allaitant entourée de plusieurs saints (1436), Palais des beaux-arts de Lille,